# Orden de los Padres Somascos
La «Orden de los Padres Somascos», llamada con más precisión la «Orden de los clérigos regulares de Somasca» (Ordo Clericorum Regularium a Somascha), es una congregación católica conformada por religiosos que profesaron votos –quienes a la vez pueden ser sacerdotes– que desempeñan un apostolado activo según la regla inspirada en la figura de su fundador, San Jerónimo Emiliani. La orden fue establecida en 1568, sobre la base de la llamada «Compañía de los Siervos de los Pobres» de 1534, que se conformara por sacerdotes y laicos que abandonaban el mundo para practicar las virtudes evangélicas y dedicarse a la asistencia de los pobres en las obras fundadas por el propio Jerónimo. Progresivamente tomó forma la congregación que se llamaría posteriormente «de Somasca» por la localidad donde se estableció la sede.

## Historia de los inicios de la «Orden Somasca»
La llamada «Compañía de los Siervos de los Pobres» de 1534 se dedicaba a distintas misiones de caridad, a imitación de Jerónimo Emiliani, quien se destacara por su habilidad como organizador de variadas obras de misericordia, tales como sus conocidos «Hospital de los Incurables» y «Taller para Huérfanos». Jerónimo ofrendó su vida en 1537, al morir como resultado de la peste contraída asistiendo a los enfermos, durante una de las muchas epidemias que asolaron la comarca.
A imitación de su fundador, la Compañía (posteriormente convertida en Orden) adquirió características peculiares de notable originalidad para la época, que reflejaron algunas de las más significativas experiencias de la renovación espiritual del siglo XVI italiano. A la «Compañía de los Siervos de los Pobres» le correspondía el cuidado material y espiritual de los huérfanos albergados en las casas fundadas por Jerónimo Emiliani, en tanto que la administración de los orfanatos quedaba en manos de las hermandades de laicos de cada ciudad. La vida de la Congregación era regulada por un Capítulo  en el que tomaban parte tanto los miembros de la «Compañía de los Siervos de los Pobres» como representantes de distintas congregaciones ciudadanas.
La muerte prematura del Santo en 1537 supuso para la Compañía un momento de dificultad. En esa encrucijada, cabía seguir adelante o disolver la Compañía, constituida entonces por laicos, sacerdotes diocesanos, e incluso religiosos. La crisis se superó gracias a la aprobación diocesana concedida en 1538 por el obispo de Bérgamo. El trabajo en algunas ciudades acarreaba dificultades por la hasta entonces ausente aprobación apostólica. El primer reconocimiento papal fue concedida ex iniuncto por S.S. Pablo III el 6 de junio de 1540, lo que permitió el nombramiento de superiores y la redacción de constituciones.

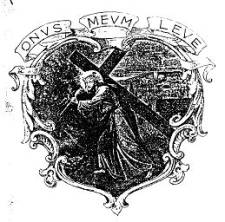
El escudo lleva la imagen de Jesús, cargando la cruz, llegando al Calvario y el lema Onus meum leve («Mi carga es ligera», Mateo 11:30)

En los años primeros, la Congregación dedicó sus esfuerzos casi con exclusividad al cuidado de huérfanos, lo que significó una auténtica especialización en ese campo, notable para aquella época. Entre 1546 y 1555, por falta de resolución de ciertos problemas de orden jurídico, los servidores se unieron a los teatinos. Un cambio significativo fue el paso de «cofradía preconciliar» a «congregación religiosa», lo que le valdría la continuidad que estaba requiriendo. Fue San Pío V quien dio a los «pobres de Somasca» el espaldarazo definitivo, al otorgarles ex iniuncto nobis el rango de Orden Religiosa, el 6 de diciembre de 1568. 
Durante los primeros siglos de su historia, los somascos se unieron a menudo con otras órdenes religiosas: como se mencionó, primero con los teatinos entre 1546 y 1555, y luego con los sacerdotes reformados de Santa María de los Pequeños en Tortona en 1566. En 1612, unieron esfuerzos con los sacerdotes del Buen Jesús de Ravena y, por último, confluyeron con los sacerdotes de la Doctrina Cristiana de Aviñón entre 1616 y 1647.
En 1769, con la eliminación de pequeños monasterios decretada por la República de Venecia, comenzó un período de crisis prolongado para el orden, el cual se extendió a buena parte del siglo XIX, abarcando los períodos históricos en los que se vivió bajo la férula de José II de Habsburgo y Napoleón Bonaparte, y el proceso conocido como la unificación de Italia, en particular la legislación de 1866 y 1867.

## La «Orden Somasca» en elsigloXX

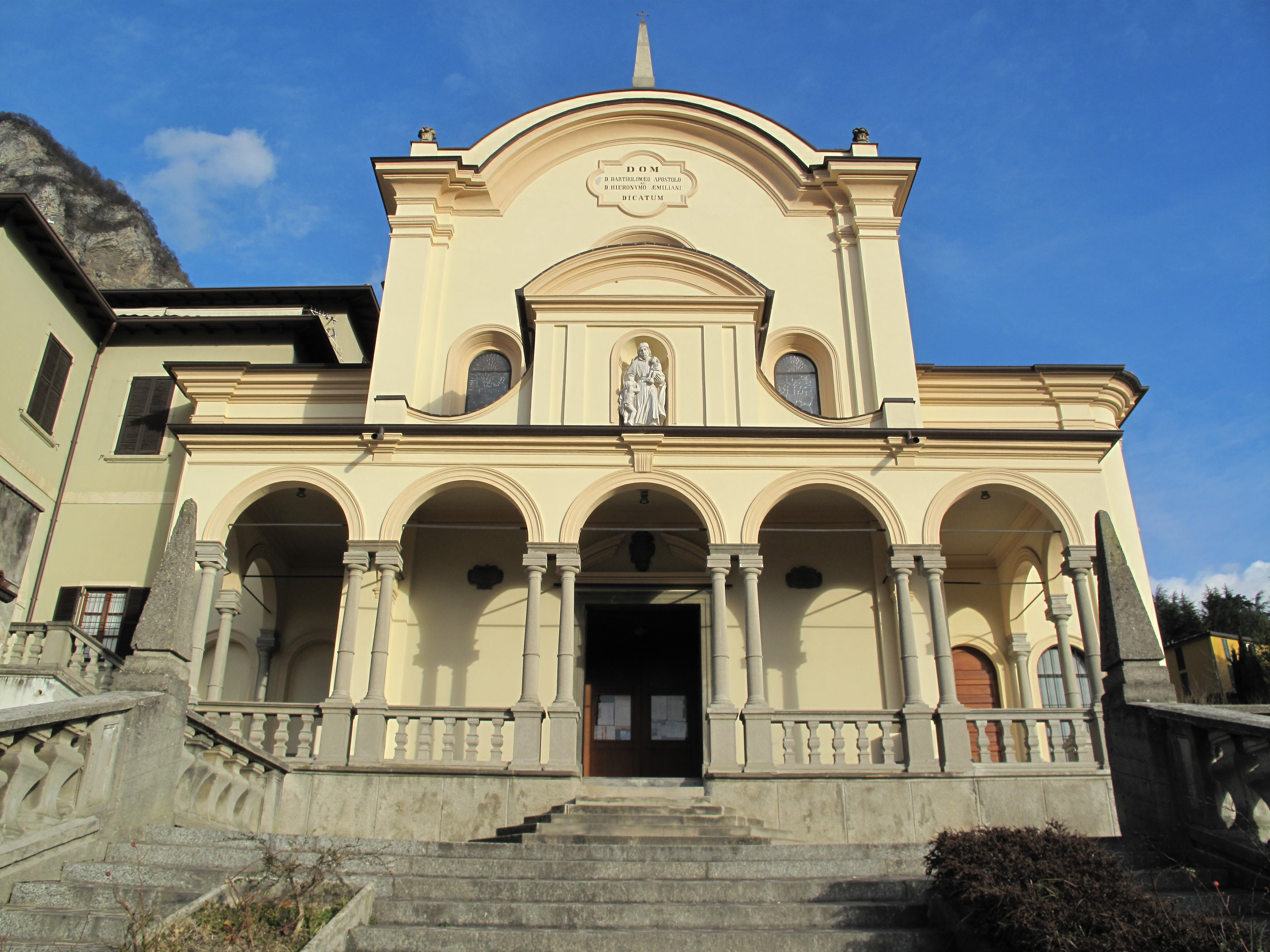
El Santuario de Somasca, casa madre de la Orden.

Luego de un siglo XIX durante el cual la «Orden Somasca» pareció languidecer, al igual que otros movimientos y congregaciones católicos, a la sombra de diferentes corrientes filosóficas de ese tiempo (utilitarismo, empirismo, positivismo, nihilismo, pragmatismo), se impulsó la expansión de la orden fuera de Italia. Las nuevas fundaciones parecieron sintonizar mejor con el ideal de Jerónimo Emiliani.
Se publicaron una decena de libros conteniendo biografías de Jerónimo Emiliani y distintos volúmenes de investigaciones. Además, se revisaron las constituciones de la orden y se la adaptó a la legislación social vigente, abriéndose nuevas casas para menores y centros para recuperación de adictos. Todo esto se efectuó con la inserción de los laicos a los que se participaba del carisma y de la responsabilidad en el desarrollo de las obras.
En los países en los que está actuando la Orden, se abrieron centros de enseñanza, centros de asistencia e internados en zona deprimidas. Según los informes internos de la orden, desde la segunda mitad del siglo XX las nuevas fundaciones superan las 80 en Europa (Italia, España, Rumania, Polonia), en Asia (Filipinas, India, Sri Lanka) en América (Brasil, Colombia, Ecuador, El Salvador, Honduras, Guatemala, México, USA). A España, los religiosos somascos llegaron en 1957, instalándose primero en La Guardia (Pontevedra), luego a Aranjuez, y más tarde en Madrid. Se encargaron en 1983 de la parroquia del Santo Rosario en Badalona (Barcelona) y en 1985 del Llar Santa Rosalía - casa de menores, en Cataluña.
El 27 de septiembre de 2011, la «Orden de los Padres Somascos» inicia la celebración del Jubileo somasco por los 500 años desde la liberación de San Jerónimo Emiliani de la tenebrosa prisión del castillo de Castelnuovo de Quero en la que se le había confinado, liberación que Jerónimo atribuyó a la intervención de la Virgen María a quien él imploraba.

## Somasca: la aldea y el santuario

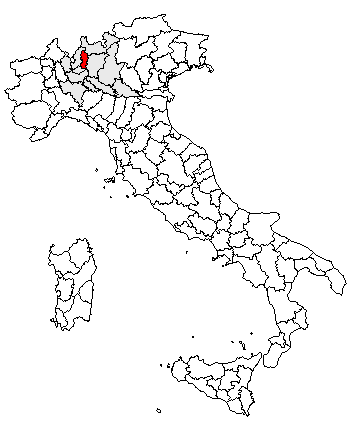
Localización de la provincia de Lecco, en Italia

Somasca es una aldea en la región septentrional italiana de Lombardía, situada en las colinas que dominan la parte sur-oriental del Lago de Como. Forma parte de la Comuna de Vercurago, que se inscribe en la provincia de Lecco. En realidad, Somasca es conocida principalmente por haber dado su nombre a los Padres Somascos.
Hoy, el Santuario y Basílica de San Girolamo (San Jerónimo) que domina el lago de Lecco en Somasca (Italia), es –según los Padres Somascos- no sólo una memoria a su fundador sino además un testimonio al amor de Dios que se derramó a través de la entrega de Jerónimo en innumerables obras de misericordia hacia los más desposeídos. Cerca de la Basílica, se encuentra la pequeña y sencilla iglesia dedicada a María, Madre de los Huérfanos (Mater Orphanorum), donde se guardan unas pocas reliquias del santo: una reja de hierro forjado separa la sencilla habitación donde el 8 de febrero de 1537 Jerónimo Emiliani entregó su vida y una gran cruz de color rojo que Jerónimo quiso trazar con sus manos antes de su muerte. La propia mesa del altar fue consagrada en septiembre de 1953 por el Patriarca de Venecia Angelo Roncalli, quien más tarde sería el Papa Juan XXIII.